# ASB Classic 1997
ASB Classic 1997 — тенісний турнір, що проходив на відкритих кортах з твердим покриттям ASB Tennis Centre в Окленді (Нова Зеландія). Належав до турнірів 4-ї категорії в рамках Туру WTA 1997. Тривав з 30 грудня 1996 до 5 січня 1997 року. Кваліфаєр Маріон Маруска здобула титул в одиночному розряді.

## Фінальна частина

### Одиночний розряд
Маріон Маруска —  Юдіт Візнер 6–3, 6–1
- Для Маруски це був єдиний титул за сезон і 1-й — за кар'єру.

### Парний розряд
Жанетта Гусарова /  Домінік Ван Рост —  Александра Ольша /  Елена Вагнер 6–2, 6–7, 6–3
- Для Гусарової це був єдиний титул за сезон і 3-й — за кар'єру. Для Ван Рост це був 1-й титул за рік і 3-й — за кар'єру.